# 王家坪镇
王家坪镇，是中华人民共和国湖南省张家界市永定区下辖的一个乡镇级行政单位。

## 行政区划
王家坪镇下辖以下地区：
王家坪社区、芳石坪社区、蔡家坪村、宋家溪村、木山村、伞家湾村、汪家垭村、老龙口村、两河口村、韭菜垭村、八家河村、泗墩溪村、马头溪村、砂子垭村、黄栗界村、关水坪村、桥边河村、紫荆塔村和石堰坪村。

## 中国传统村落
2012年，石堰坪村被评为首批“中国传统村落”。